# Piotrowice (Rybnik)
Piotrowice – część wsi Rybnik w Polsce położona w województwie łódzkim, w powiecie sieradzkim, w gminie Brzeźnio.
W latach 1975–1998 Piotrowice należały administracyjnie do województwa sieradzkiego.